# Zdzisław Łapeta
Zdzisław Łapeta (ur. 30 września 1934 w Częstochowie, zm. 21 lutego 2005 w Bielsku-Białej) – polski ekonomista i działacz partyjny, poseł na Sejm PRL VI kadencji.

## Życiorys
Syn Józefa i Anieli. Uzyskał wykształcenie wyższe w Wyższej Szkole Ekonomicznej w Sopocie. W 1958 został inspektorem kredytowym w Oddziale Narodowego Banku Polskiego w Morągu, skąd w 1963 przeniesiono go do Oddziału NBP w Nowym Mieście Lubawskim, gdzie został naczelnikiem Wydziału Kredytów, a w 1968 dyrektorem oddziału.
Należał do Związku Młodzieży Polskiej, a w 1962 wstąpił do Polskiej Zjednoczonej Partii Robotniczej, gdzie w latach 1964–1968 był zasiadał w plenum Komitetu Miejskiego w Nowym Mieście Lubawskim, a od czerwca 1968 w plenum Komitetu Powiatowego w Nowym Mieście Lubawskim. Był też przewodniczącym Komisji Ekonomicznej KP PZPR, a w 1969 zasiadł w egzekutywie KP. W latach 1973–1976 pełnił mandat posła na Sejm PRL po zmarłym Marianie Gotowcu, zasiadając w Komisji Obrony Narodowej oraz w Komisji Planu Gospodarczego, Budżetu i Finansów.
W 1980 został przewodniczącym Komisji Rozwoju Gospodarczego i Zagospodarowania Przestrzennego Wojewódzkiej Rady Narodowej w Bielsku-Białej.

## Odznaczenia
- Złoty Krzyż Zasługi
- Medal 10-lecia Polski Ludowej
- Srebrna Odznaka honorowa „Zasłużony dla Warmii i Mazur”